# アルフレッド・ウィリアム・ハウイット
アルフレッド・ウィリアム・ハウイット（Alfred William Howitt、1830年4月17日 - 1908年3月7日）はオーストラリアの人類学者、探検家、博物学者である。オーストラリア先住民の文化や社会を研究した。

## 略歴
イギリスのノッティンガムに生まれた。父親は歴史作家のウィリアム・ハウイットである。1852年に父親、兄弟と一緒に、オーストラリア、ビクトリア州のゴールドフィールズの叔父のもとを訪れた。父親は2年後帰国したが、アルフレッド・ウィリアム・ハウイットはオーストラリアに残った。始め、ビクトリア州の地質学者として働き、金鉱山の監視員や警察署長や鉱山局の長官などを務めた。
1861年に行方不明となった、バーク（Robert O'Hara Burke）とウィルズ（William John Wills）が率いたオーストラリア南北縦断をめざした探検隊の救援部隊の隊長を務めた。未開地を進む優れた技術を持つハウイットは、最小限の装備とスタッフで、クーパー・クリークに入り、9月16日に唯一の生存者ジョン・キングを発見し、バークとウィルズの遺体を埋葬し、メルボルンに帰還した。1862年に再び、クーパー・クリークへ入り、バークらの遺体をメルボルンのゼネラル墓地に埋葬するために収容した。
南オーストラリア州の北東部、クイーンズランド州南東部、ニューサウスウェールズ州西部を探検し植物標本を集め、植物学者のフェルディナント・フォン・ミュラーに送った。これらの標本は現在、メルボルンに保存されている。
オーストリア原住民の文化、社会を研究し、特に近縁関係や結婚制度を研究した。主著はフィソン（Lorimer Fison）と共著の『カミラロイ族とグンアイ族』（"Kamilaroi and Kurnai"、1879年）であり、近代人類学の重要な著作であると評価された。
1903年に王立ニューサウスウェールズ学会からオーストラリアの自然科学の発展に貢献した人物に送られるクラーク・メダルを受賞し、1904年にオーストラリア・ニュージーランド科学振興協会（Australian and New Zealand Association for the Advancement of Science）の人類学、植物学、地質学、動物学の貢献に対して贈られるミューラー・メダルの最初の受賞者となった。没後、記念基金（A. W. Howitt Memorial Fund）が創設され、王立協会のための稀覯本の購入にあてられた。

## 著書の画像

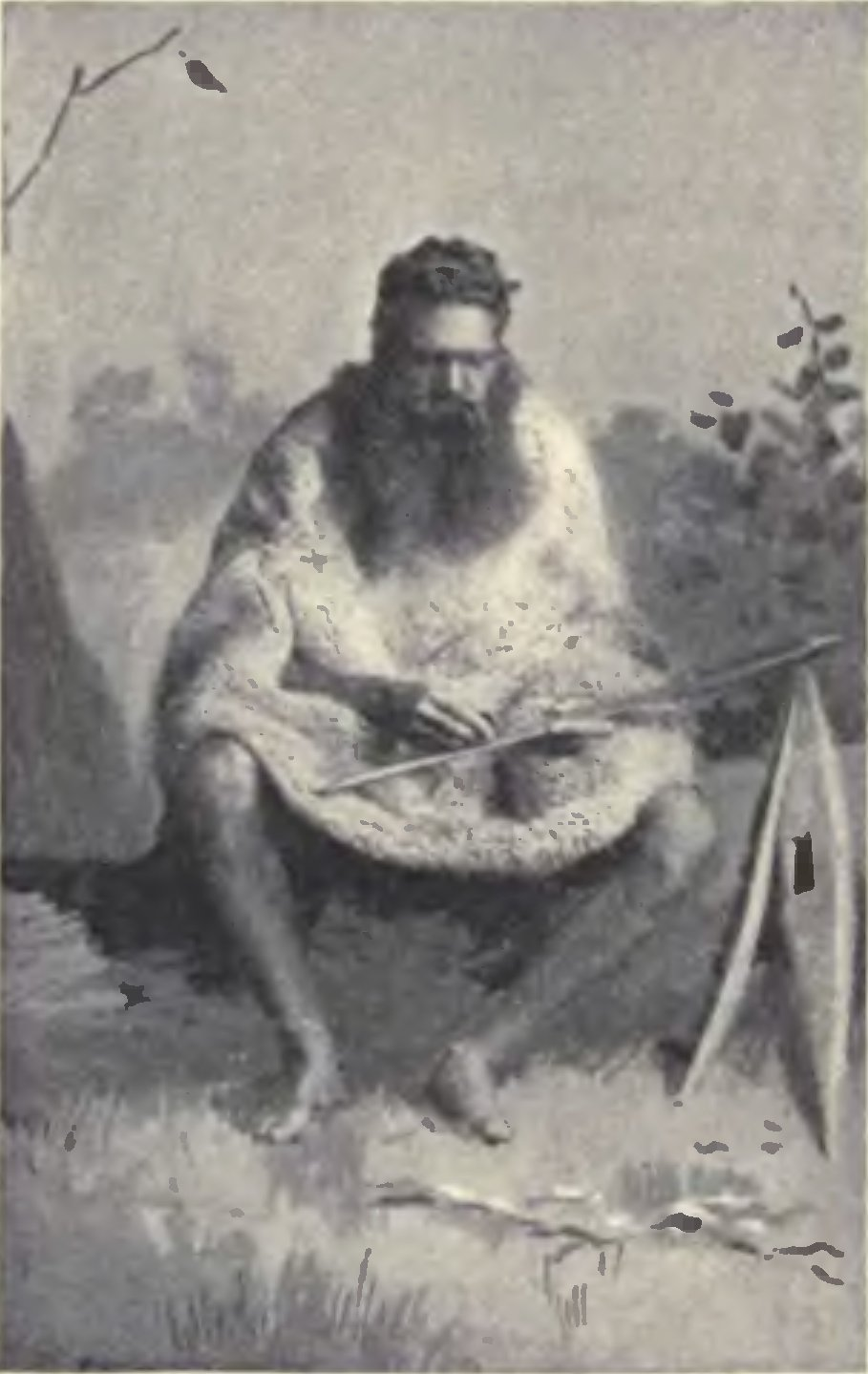
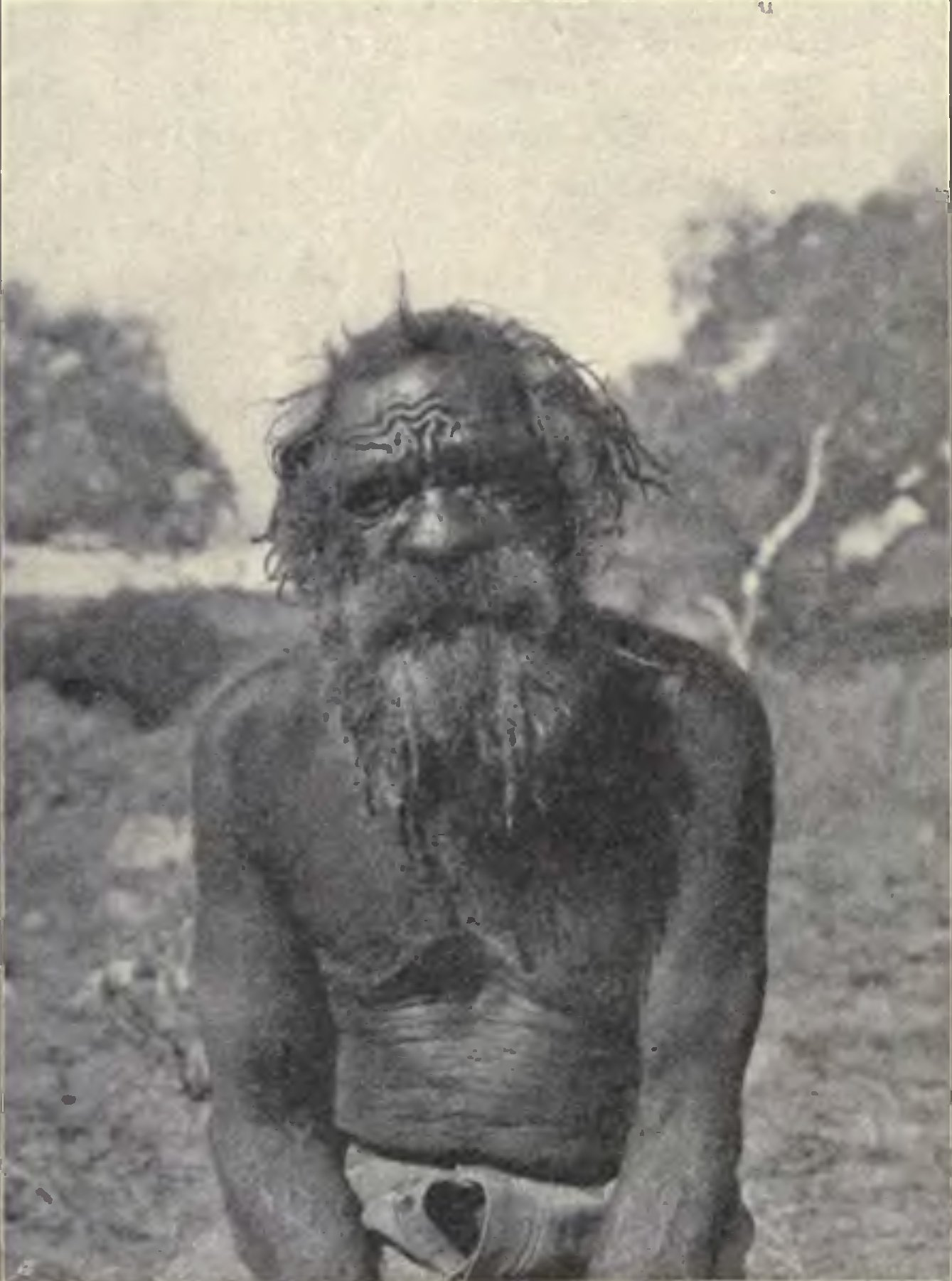
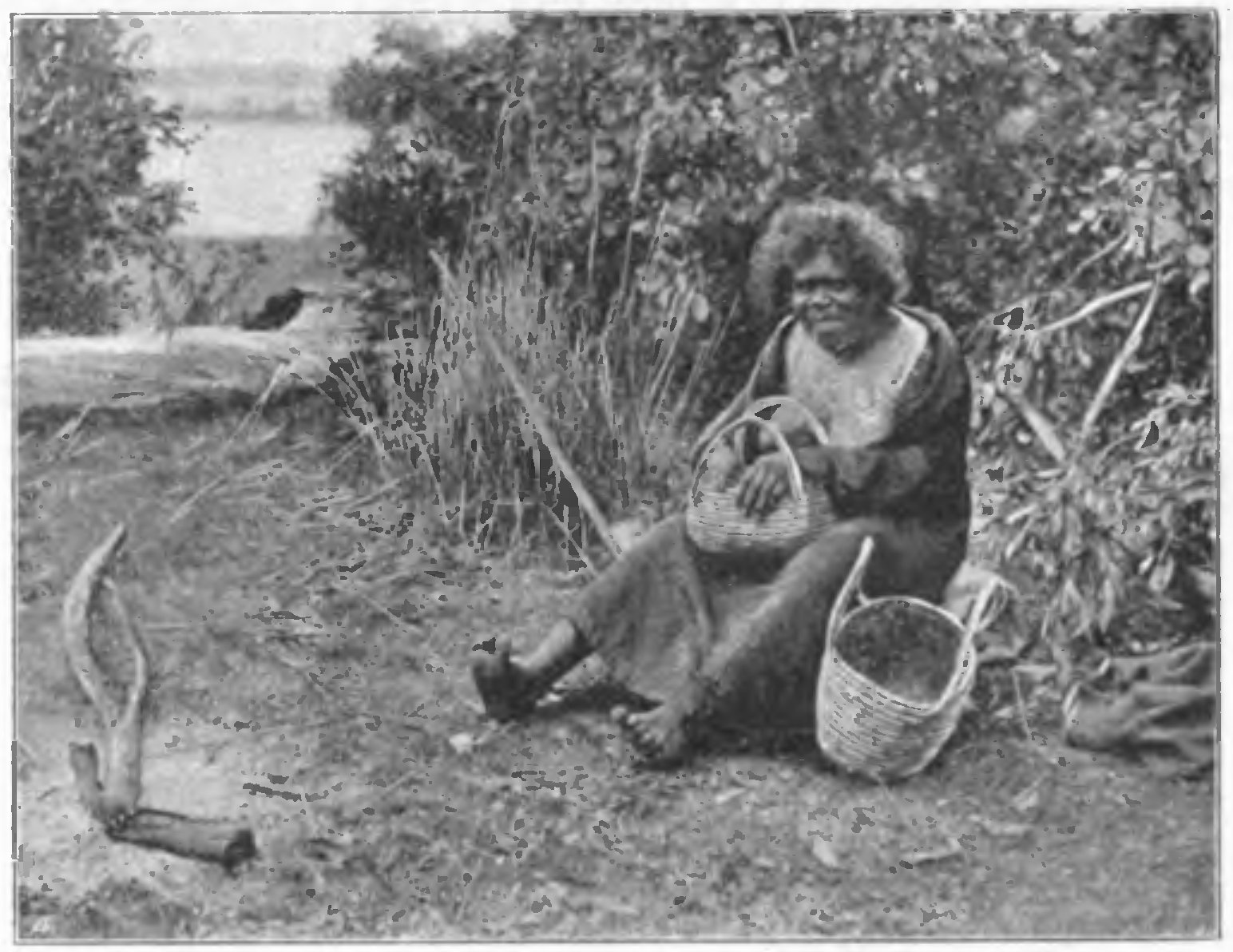
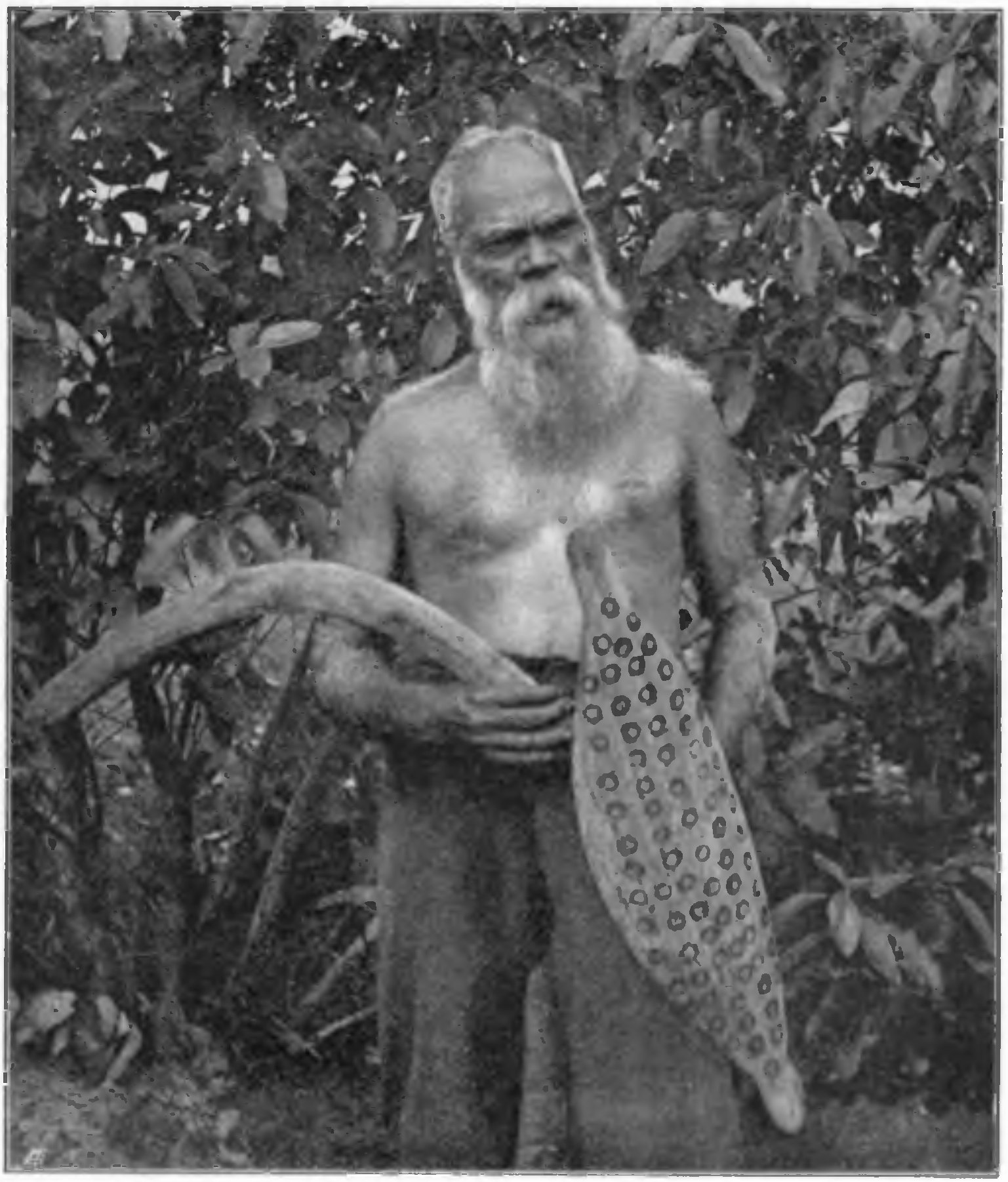

## 著作
- Howitt, Alfred William, 1870, Experiences in Central Australia. Gippsland Times.
- Howitt, Alfred William, 1878. Notes on the Aborigines of Coopers Creek. In R. B. Smyth (Hrsg.), The Aborigines of Victoria.
- Howitt, Alfred William, 1889. Note as to descent in the Dieri tribe. Journal of the Anthropological Institute. Vol. 19, p. 90.
- Howitt, Alfred William, 1890. The Dieri and other kindred tribes of Central Australia. Journal of the Anthropological Institute. Vol. 20, S. 30-104.
- Howitt, Alfred William, 1898. Reminiscences of Central Australia. Alma Mater. Vol. 3  (No. 1).
- Howitt, Alfred William, 1904. The native tribes of south-east Australia. London: Macmillan.
- Howitt, Alfred William, 1907. Personal reminiscences of Central Australia and the Burke and Wills Expedition: Presidents inaugural address. Journal of the Australasian Association for the Advancement of Science. Adelaide 1907
- Howitt, Alfred William, Royal Anthropological Institute of Great Britain and Ireland, & Siebert Otto, 1904. Legends of the Dieri and kindred tribes of Central Australia. London: Anthropological Institute of Great Britain and Ireland.
- Geological Survey of Victoria. Report of Progress by R. -Brough Smyth with Reports on the Geology, Mineralogy, and Physical Structure of varions Parts of the Colony by Ferd. M. Krause Reginald A. F. Murray Alfred W. Howitt. (etc.) Ferres Melbourne, London 1876